# Президентские выборы в Приднестровской Молдавской Республике (1996)
Президентские выборы в Приднестровье — произошли 22 декабря 1996, они были вторыми президентскими выборами после провозглашения независимости ПМР. Вместе с президентом избирался вице-президент ПМР.

## Кандидаты
Участвовала две пары кандидатов:
- Игорь Смирнов (кандидат в президенты) и Александр Караман (кандидат в вице-президенты),
- Владимир Малахов (кандидат в президенты) и Василий Проценко (кандидат в вице-президенты),

## Результаты
Президентом ПМР был избран Игорь Смирнов, за которого проголосовало 71,94 % приднестровцев, которые приняли участие в голосовании. Всего в выборах участвовало 57,1 % граждан, внесённых в списки для голосования.